# Oszlomej
Oszlomej (macedónul Осломеј) az azonos nevű község székhelye Észak-Macedóniában.

## Népesség
Oszlomej községnek 2002-ben 10 525 lakosa volt, melyből 10 357 albán (98,4%), 110 macedón, 58 egyéb.

## A községhez tartozó települések
- Oszlomej
- Arangyel,
- Berikovo,
- Garani,
- Zsubrino,
- Jagol,
- Jagol Dolenci,
- Novo Szelo (Oszlomej),
- Papradiste,
- Popovjani,
- Premka,
- Sztrelci (Oszlomej),
- Szrbica (Oszlomej),
- Tuin,
- Tyafa,
- Crvivci,
- Sutovo (Oszlomej).

A 2013-as közigazgatási módosítások következtében a község megszűnt létezni, s teljes egészében Kicsevo község része lett.